# The Hour
The Hour är en brittisk tv-serie från TV-bolaget BBC från 2011 primärt skriven av Abi Morgan.

## Rollista
- Ben Whishaw (Freddie Lyon)
- Romola Garai (Bel Rowley)
- Anna Chancellor (Lix Storm)
- Dominic West (Hector Madden)
- Anton Lesser (Clarence Fendley) (säsong 1)
- Julian Rhind-Tutt (Angus McCaine)
- Joshua McGuire (Isaac Wengrow)
- Lisa Greenwood (Sissy Cooper)
- Peter Capaldi (Randall Brown) (säsong 2)
- Burn Gorman (Thomas Kish) (säsong 1)
- Juliet Stevenson (Lady Elms) (säsong 1)
- Tim Pigott-Smith (Lord Elms) (säsong 1)
- Andrew Scott (Adam Le Ray) (säsong 1)
- Oona Castilla Chaplin (Marnie Madden)